# Церква святого Юрія Переможця (Київ)
Церква святого Юрія Переможця — відкрита в Києві 2003 року на території колишнього Федорівського монастиря біля фундаменту Свято-Федорівського храму.
У церкві зберігаються чудотворні мощі апостолів і святих та унікальні ікони.

## Інтер'єр
У 2011 році майстрині Галина Назаренко та Ірина Кібець розписали інтер'єр цього храму петриківкою. Церква Святого Юрія стала першим у світі церковним закладом, що має таку оздобу.

## Парафія
Настоятелем парафії святого Юрія Переможця є протоієрей Богдан Вайда.